# Equipo de Fed Cup de Sudáfrica
El equipo sudafricano de Copa Billie Jean King es el representativo de Sudáfrica en la máxima competición internacional a nivel de naciones del tenis femenino, y es administrado por la South African Tennis Association.

## Historia
Su mejor actuación de Fed Cup fue llegar a ser campeonas en 1972.